# Xã Ohio, Quận Gallia, Ohio
Xã Ohio (tiếng Anh: Ohio Township) là một xã thuộc quận Gallia, tiểu bang Ohio, Hoa Kỳ. Năm 2010, dân số của xã này là 1.126 người.